# Ewa Janewa
Ewa Dimitrowa Janewa (bułg. Ева Димитрова Янева , ur. 31 lipca 1985 w Sofii) – bułgarska siatkarka, reprezentantka kraju, grająca na pozycji przyjmującej.
Karierę siatkarską rozpoczęła w 1996 roku w bułgarskim klubie CSKA Sofia. 4-krotnie reprezentowała Bułgarię na mistrzostwach Europy: 2003, 2005, 2007 i 2009.
21 września 2011 została wykluczona z gry w reprezentacji przez Bułgarską Federację Piłki Siatkowej za niestawienie się na jednym ze zgrupowań kadry przygotowującej się do Mistrzostw Europy. Ponadto została zobowiązana do zapłacenia kary w wysokości 5000 euro za publiczne krytykowanie, byłego trenera Bułgarii, Dragutina Baltica. Cała sytuacja ma związek ze skandalem, jaki wybuchł w Bułgarii. Trener Baltić został oskarżony o molestowanie siatkarek i nadużywanie alkoholu, większość zawodniczek zrezygnowała z gry w kadrze. Baltić został natychmiast zwolniony ze stanowiska. Janewa zakończyła karierę reprezentacyjną w 2017 roku, jednak powróciła do niej w roku 2021.
Spotykała się z francuskim siatkarzem Yannickiem Bazinem i bułgarskim piłkarzem Wasiłem Bożikowem.
Po ukończonym sezonie 2023/2024 postanowiła zakończyć siatkarską karierę.

## Przebieg kariery
| Lata                      | Klub                  |
| ------------------------- | --------------------- |
| 1996–2004                 | CSKA Sofia            |
| 2004–2005                 | Stinoł Lipieck        |
| 2005–2010                 | RC Cannes             |
| 2010–2011                 | Omiczka Omsk          |
| 2011–2012                 | Dinamo Moskwa         |
| 2012–2013                 | JT Marvelous          |
| 2013–2014                 | RC Cannes             |
| 2014–2015 (do 04.01.2015) | Dinamo Kazań          |
| 2015–2015 (od 08.01.2015) | CSM Bukareszt         |
| 2015–2016                 | Tianjin Volleyball    |
| 2016–2016 (od 29.01.2016) | Ilbank Ankara         |
| 2016–2017                 | Sarıyer Belediyesi    |
| 2017–2018                 | Evergrande Volleyball |
| 2018–2019 (do 01.2019)    | Slávia Bratysława     |
| 2019–2019 (od 11.01.2019) | DevelopRes Rzeszów    |
| 2019–2024                 | Voléro Le Cannet      |

## Sukcesy klubowe
Puchar Bułgarii:
- 1996, 2000, 2004

Liga bułgarska:
- 2001, 2004

Puchar Francji:
- 2006, 2007, 2008, 2009, 2010, 2014, 2022[8]

Liga Mistrzyń:
- 2006
- 2010

Liga francuska:
- 2006, 2007, 2008, 2009, 2010, 2014, 2022[9], 2023[10]

Puchar Rosji:
- 2011

Liga rosyjska:
- 2012

Liga rumuńska:
- 2015

Liga chińska:
- 2016

Liga polska:
- 2019

Superpuchar Francji:
- 2023[11]

## Sukcesy reprezentacyjne
Liga Europejska:
- 2010
- 2009, 2011